# Bad Kissingen
Bad Kissingen és la capital del districte de Bad Kissingen, situat a la Baixa Francònia, una de les set regions administratives bavareses. Bad Kissingen està a la vora del riu Fränkische Saale al sud de la serralada Rhön. El Staatsbad (balneari estatal) de Bad Kissingen és un balneari de fama mundial.

## Fills il·lustres
- Jack Steinberger (1921-2020) químic i físic, Premi Nobel de Física de l'any 1988.